# Образцов, Сергей Владимирович
Серге́й Влади́мирович Образцо́в (22 июня [5 июля] 1901, Москва, Российская империя — 8 мая 1992, Москва, Россия) — советский актёр, режиссёр театра кукол, публицист, театральный деятель, писатель. Герой Социалистического Труда (1971), народный артист СССР (1954), лауреат Ленинской (1984), Сталинской премии II степени (1946) и Государственной премии РСФСР им. К. С. Станиславского (1967). Кавалер трёх орденов Ленина (1967, 1971, 1981).

## Биография
Сергей Образцов родился 22 июня (5 июля) 1901 года в Москве. Отец его, В. Н. Образцов, был инженером-железнодорожником (впоследствии — академик АН СССР), мать — учительницей.
После окончания реального училища К. П. Воскресенского в 1918—1926 годах учился во ВХУТЕМАСе на живописном, а затем на графическом факультете (ученик А. Е. Архипова и В. А. Фаворского).
В 1922—1930 годах — актёр Музыкальной студии Московского художественного театра (с 1926 — Музыкальный театр им. народного артиста Республики Вл. И. Немировича-Данченко, ныне Московский музыкальный театр имени К. С. Станиславского и Вл. И. Немировича-Данченко), в 1930—1936 — актёр МХАТа 2-го. Исполнял преимущественно острохарактерные роли (Предводитель стариков — «Лисистрата» Аристофана, Шут — «Двенадцатая ночь» Шекспира и др.).
В 1920 году впервые начал выступления с театральными куклами. К середине 1930-х годов приобрёл известность как эстрадный артист, ставящий номера с куклами в пародийном стиле «романсов с куклами». Объектом его пародий становилась пошлость, характерная для исполнения некоторых эстрадных актёров, и обывательское мещанство («Минуточка», «Мы только знакомы, как странно», «Налей бокал», «Мы сидели с тобой», «Хабанера» и др.). В этот период также поставил несколько кукольных спектаклей в жанре водевиля.
В 1931 году создал в Москве Центральный театр кукол, которым руководил до конца жизни. Поставил более 70 спектаклей для детей и взрослых.
В годы Великой Отечественной войны Сергей Образцов создал 16 концертных бригад, которые выступали на фронте.
С 1948 года вместе с театром гастролировал за рубежом.
С 1956 года работал также в кино как сценарист и режиссёр, создатель жанра документального киномонолога. В этом же году на киностудии «Союзмультфильм» вместе с Г. Натансоном создал полнометражный кукольный мультфильм «Небесное созданье».
С 1935 года вёл педагогическую работу (с 1973 — профессор ГИТИСа).
С 1976 по 1984 год — президент Международного Союза кукольников (UNIMA) (с 1984 года — почётный президент) и Советского центра этой организации (с 1958 года). Член-корреспондент Берлинской академии искусств (с 1955 года).
Коллекционировал экзотических кукол. Его коллекция — самая большая в России и одна из самых больших в мире.
Умер 8 мая 1992 года на 91-м году жизни в Москве. Похоронен на Новодевичьем кладбище (участок № 10).

### Взгляды
Сергей Владимирович был нетерпим к любым проявлениям национализма. Зиновий Гердт рассказывал, как в поздние Сталинские годы, в разгар борьбы с космополитизмом, было «рекомендовано сверху» сократить оркестр.
На собрании труппы Образцов предложил отчислить нескольких сильных музыкантов, русских по происхождению. Зиновий Ефимович, не полностью вникнув в суть ситуации, попытался возразить, что есть гораздо более слабые, и назвал несколько еврейских фамилий. Образцов увёл его в свой кабинет, и наедине сказал, что первых охотно возьмут куда угодно, а семьи еврейских музыкантов будут обречены на нищету. .

### Семья
Мать — Анна Ивановна фон Ребиндер (1875—1959). Отец — Владимир Николаевич Образцов (1874—1949).
Брат — Борис Владимирович Образцов (1905—1985).
Первая жена (с 1919) — Софья Семёновна Смыслова (1899—1928), работала учительницей в детском доме «Улей» у Преображенской заставы; умерла от сепсиса сердечной сумки вскоре после рождения дочери Натальи.
Сын Алексей Образцов (1922—2004) — заслуженный архитектор РСФСР, лауреат Государственной премии СССР.
Дочь Наталья Образцова (1928—2001), актриса Центрального театра кукол им. С. В. Образцова, заслуженная артистка РСФСР (1982).
Внучка — Екатерина Образцова (род. 1955), режиссёр Центрального театра кукол им. С. В. Образцова, заслуженная артистка РФ (2006).
Вторая жена (с 1931) — Ольга Шаганова-Образцова (1904—1989), актриса, аккомпаниатор С. В. Образцова, затем переводчица. Стала приёмной матерью его детям.
Дальний родственник Образцова (двоюродный внучатый племянник) — актёр театра и кино Евгений Цыганов (род. 1979). В 2021 году сыграл Сергея Образцова в биографическом спектакле Екатерины Образцовой «Я — Сергей Образцов».

## Награды и звания
Почётные звания:

Могила Образцова на Новодевичьем кладбище Москвы.

- Герой Социалистического Труда (1971)
- Заслуженный артист РСФСР (1935)
- Народный артист РСФСР (1947)
- Народный артист СССР (1954)

Государственные премии:
- Ленинская премия (1984) — за постановку спектаклей последних лет (Премия за произведения литературы и искусства для детей)
- Сталинская премия второй степени (1946) — за выдающиеся достижения в области кукольного театра
- Государственная премия РСФСР имени К. С. Станиславского (1967) — за постановку спектаклей для взрослых и детей

Ордена и медали:
- Три ордена Ленина (1967, 1971, 1981)
- Два ордена Трудового Красного Знамени (02.02.1946[10], 1961)
- Медаль «За доблестный труд в Великой Отечественной войне 1941—1945 гг.»
- Медаль «В память 800-летия Москвы»

Другие награды:
- Орден Улыбки (Польша)[11].

## Лучшие постановки[4]

### Для детей
- 1935 — «Каштанка» Е. В. Сперанского (по А. П. Чехову)
- 1936 — «По щучьему велению» Е. Я. Тараховской
- 1962 — «В гостях у Чуковского»

### Для взрослых
- 1941 — «Ночь перед рождеством» Е. В. Сперанского (по Н. В. Гоголю)
- 1946 — «Необыкновенный концерт»
- 1961 — «Божественная комедия» И. В. Штока
- 1976 — «Дон Жуан» Г. Я. Бардина и В. Б. Ливанова
- 1976 — «Ноев ковчег» И. В. Штока

## Премьера спектаклей
- 1932 — «Джим и доллар»
- 1935 — «Каштанка»
- 1936 — «Волшебная калоша»
- 1936 — «По щучьему веленью»
- 1937 — «Кот в сапогах»
- 1940 — «Волшебная лампа Аладдина»
- 1941 — «Ночь перед рождеством»
- 1943 — «Король-олень»
- 1945 — «Весёлые медвежата»
- 1945 — «Маугли»
- 1946 — «Обыкновенный концерт» / «Необыкновенный концерт»
- 1953 — «Чёртова мельница»
- 1961 — «Божественная комедия»
- 1961 — «Мистер Твистер»
- 1962 — «В гостях у Чуковского»
- 1965 — «Тигрик-Петрик»
- 1968 — «Ноев ковчег»
- 1970 — «Солдат и ведьма»
- 1970 — «Новоселье» («А что у нас в театре»)
- 1973 — «Говорит и показывает Центральный театр кукол»
- 1975 — «Дон Жуан»
- 1985 — «Буратино»
- 1987 — «Петрушка-иностранец»
- 1975 — «Чукоккала»
- 1941—1945 — Спектакли ВОВ

## Фильмография

### Режиссёр
- 1956 — Небесное созданье (мультипликационный) (совм. с Г. Натансоном)
- 1962 — Удивительное рядом (документальный)
- 1967 — Кинокамера обвиняет (документальный)
- 1970 — Невероятная правда (документальный)
- 1970 — Волшебная калоша (фильм-спектакль)
- 1971 — Заячья школа (фильм-спектакль) (совм. с Л. Дочевой, В. Кусовым, М. Марковой)
- 1972 — Необыкновенный концерт (фильм-спектакль) (совм. с С. Самодуром)
- 1973 — Божественная комедия (фильм-спектакль) (совм. с С. Самодуром)
- 1973 — Кому он нужен, этот Васька? (документальный)[12]
- 1974 — Волшебная лампа Аладдина (фильм-спектакль) (совм. с О. Ушаковой)
- 1975 — Наша Чукоккала (фильм-спектакль)
- 1976 — Ноев ковчег (фильм-спектакль) (совм. с Л. Хаитом)
- 1977 — Мистер-Твистер (фильм-спектакль) (совм. с Б. Аблыниным, В. Кусовым)
- 1977 — Петрушка-иностранец (фильм-спектакль)
- 1984 — По щучьему велению (фильм-спектакль) (совм. с В. Пекарем)
- 1985 — Приключения Буратино (фильм-спектакль)
- 1988 — Дон Жуан (фильм-спектакль) (совм. с В. Кусовым)

### Актёр
- 1940 — Концерт на экране (фильм-спектакль) — исполнитель музыкального номера с куклами
- 1971 — Заячья школа (фильм-спектакль) — вступительное слово
- 1973 — «Божественная комедия» (фильм-спектакль) — вступительное слово
- 1974 — Волшебная лампа Аладдина (фильм-спектакль) — вступительное слово
- 1975 — Наша Чукоккала (фильм-спектакль) — ведущий
- 1976 — Ноев ковчег (фильм-спектакль) — вступительное слово
- 1977 — Мистер-Твистер (фильм-спектакль) — рассказчик
- 1981 — 50 лет театру кукол Сергея Образцова (фильм-спектакль)
- 1981 — Романса трепетные звуки (документальный фильм-концерт) — рассказчик и исполнитель романсов
- 1984 — По щучьему велению (фильм-спектакль) — вступительное слово

### Сценарист
- 1956 — Небесное созданье (мультипликационный) (совм. с Е. Сперанским)
- 1972 — Необыкновенный концерт (фильм-спектакль) (совм. с А. Бонди, З. Паперным)
- 1975 — Наша Чукоккала (фильм-спектакль)

### Озвучивание
- 1956 — «Небесное созданье» (мультипликационный) — от автора

### Участие в фильмах
- 1962 — Удивительное рядом (документальный)
- 1977 — Корней Чуковский (документальный)
- 1979 — Огневой вы человек! (документальный)
- 1981 — Романса трепетные звуки (документальный)
- 1983 — Любовь Орлова (документальный)
- 1989 — …Полночь и вновь рассвет (документальный)

## Память

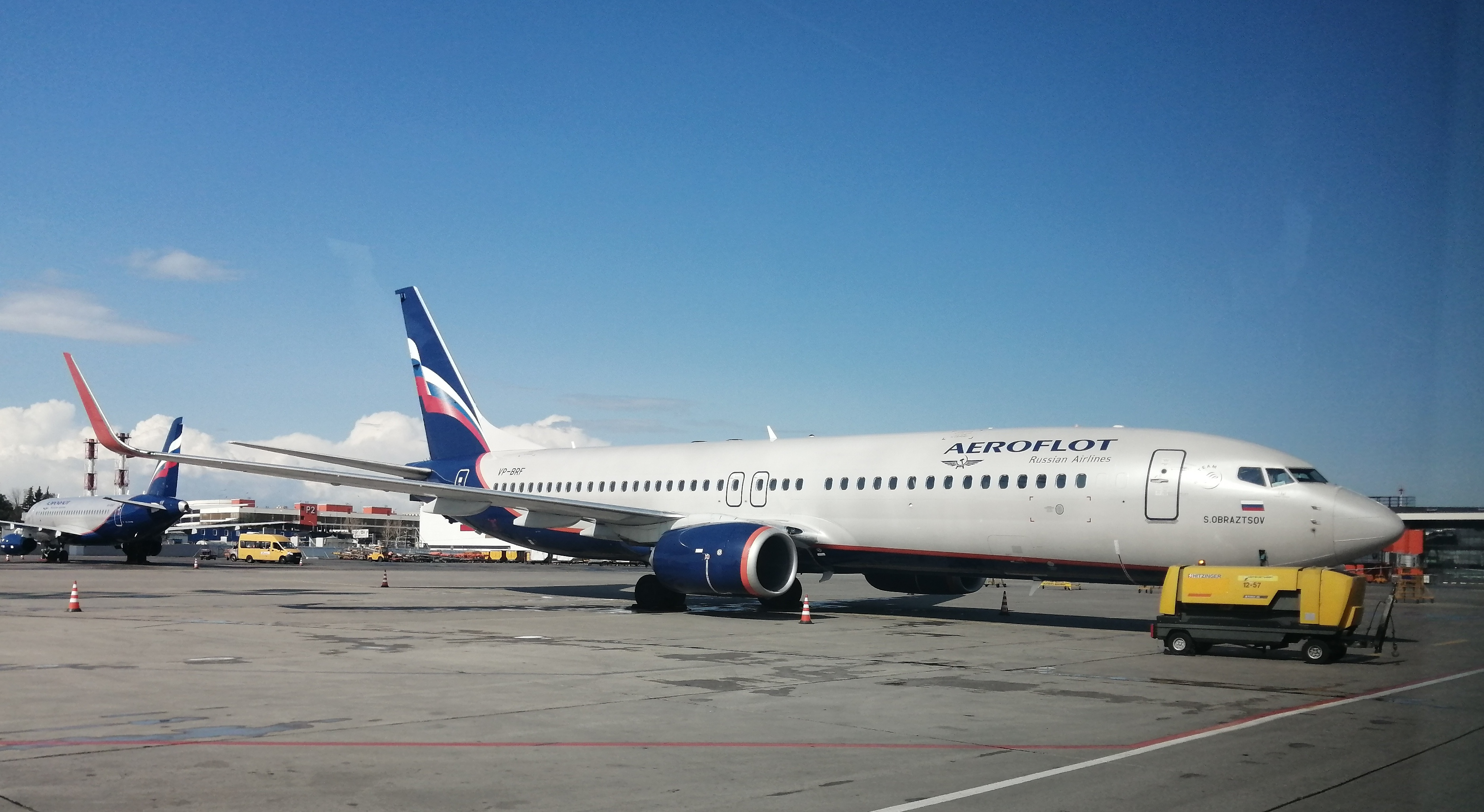
Boeing 737-800 VP-BRF с именем «Сергей Образцов»

- В 1998 году был создан фонд С. В. Образцова.
- Имя С. Образцова присвоено Государственному Академическому Центральному театру кукол, которым он руководил 60 лет.
- Рядом с театром его имени в 2006 году установлен памятник[13].
- В Москве, на доме, где в 1937—1992 годах жил режиссёр (Глинищевский переулок, д. 5/7) установлена мемориальная доска.
- В доме, где жил и работал С. Образцов, открыт Музей-квартира.
- С 2012 году один из теплоходов 305 проекта Московского речного пароходства носит имя «Сергей Образцов».
- С 2013 года один из самолётов авиакомпании «Аэрофлот» носит имя «Сергей Образцов».

### Архив
В Российском государственном архиве литературы и искусства хранится объемный фонд С. В. Образцова, переданный в РГАЛИ в 1972 году согласно его личному заявлению. Фонд насчитывает 2553 единицы хранения и охватывает период с 1923 по 1994 гг. Основу составляют рукописи книг, сценариев и статей С. В. Образцова, рисунки (эскизы и наброски иллюстраций к книге «О том, что я увидел, узнал и понял во время двух поездок в Лондон», сделанные в 1956 г. (283 рисунка), эскизы, иллюстрации, шаржи, портреты театральных персонажей), письма, фотографии, материалы к биографии, а также документы жены — Ольги Шагановой-Образцовой.